# Социальная реклама

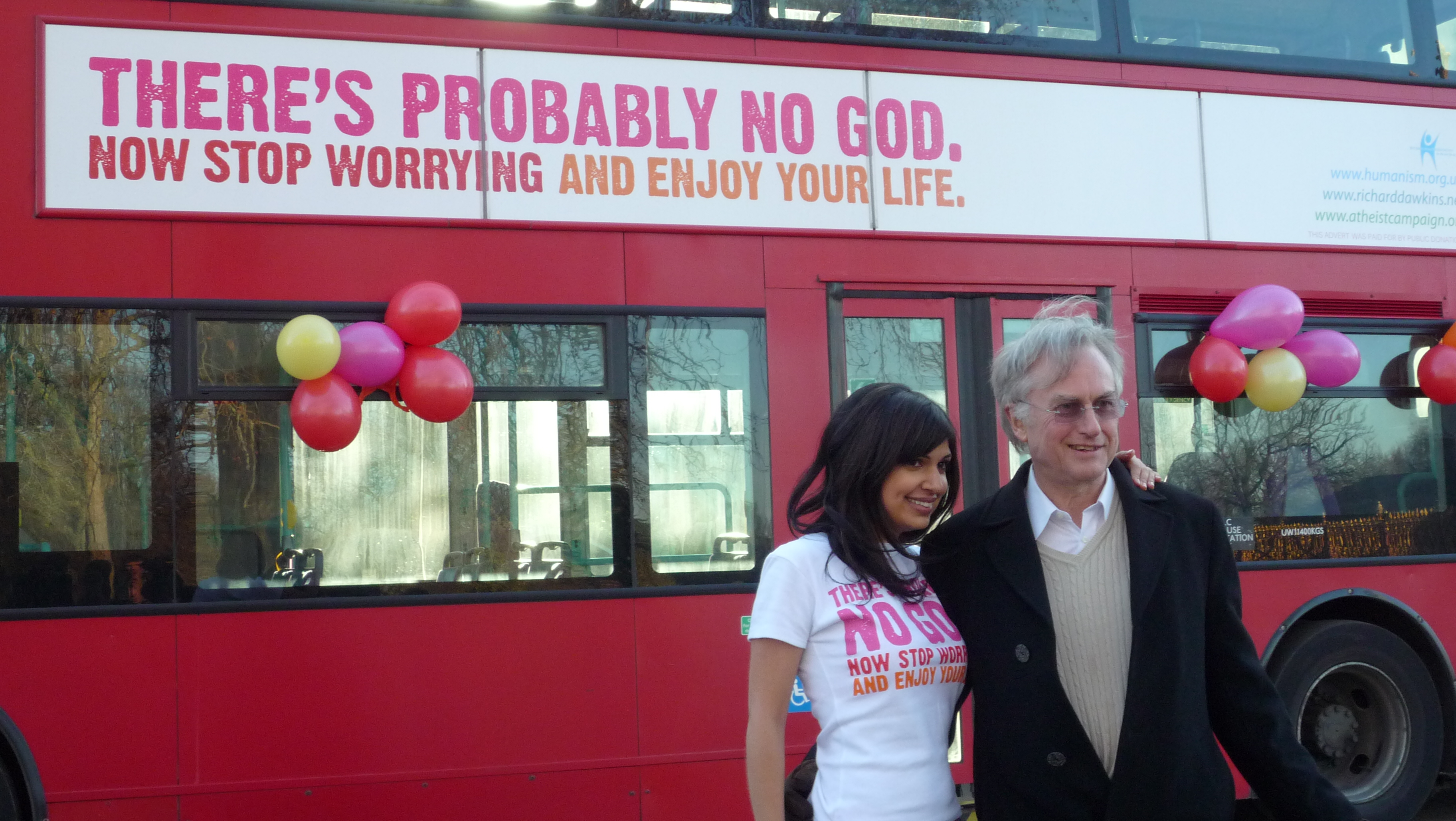
Автобусы с рекламной надписью «По всей вероятности, бога нет. Хватит волноваться, наслаждайтесь жизнью» на улицах Лондона.

Социальная реклама — вид некоммерческой рекламы, направленной на изменение моделей общественного поведения и привлечение внимания к проблемам социума.

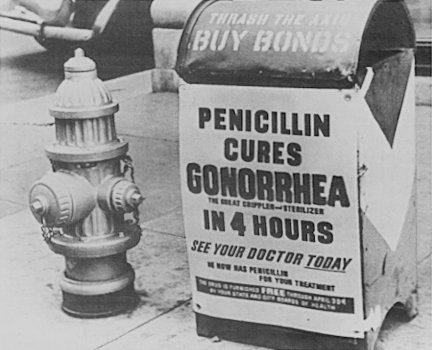
«Пенициллин излечивает гонорею за 4 часа» — социальная реклама пенициллина

Это разновидность социального продукта (в США и Европе для обозначения традиционно используется термин PSA — англ. public service announcement), может существенно отличаться от государственной и политической рекламы.
Чаще всего заказчиками такой рекламы выступают государственные органы и/или некоммерческие организации, а рекламные агентства и распространители рекламы в ряде случаев изготавливают и размещают её на безвозмездной основе, либо по сниженным ценам.
Наиболее известными примерами такой рекламы являются кампании по борьбе с наркотиками, соблюдению правил дорожного движения, пропаганда здорового образа жизни, охрана окружающей среды и другие.

## История
История социальной рекламы в США начинается в 1906 году, когда общественная организация «Американская гражданская ассоциация» создала первую рекламу такого рода, призывающую защитить Ниагарский водопад от вреда, наносимого энергетическими компаниями.
Наиболее крупным проектом социальной рекламы до Великой войны был День белой ромашки.
Во время Первой мировой войны, в 1917 году в США появился рекрутинговый плакат Джеймса Монтгомери Флэгг «Ты нужен американской армии», на котором «дядя Сэм» призывал новобранцев идти в армию.
По композиции и стилистике знаменитые в 1920-е и 1940-е годы в СССР соответственно плакаты Дмитрия Моора «Ты записался добровольцем?» и Ираклия Тоидзе «Родина-мать зовёт!» (напоминают плакат Флэгга).
В те же годы Первой мировой войны созданный тогда Комитет по общественной информации проводил активную разъяснительную работу, информируя граждан о том, зачем США вступили в войну, и чем грозит стране поражение в ней.
Термин «социальная реклама» как аналог английского «public service advertising» (PSA) в профессиональной среде стал активно применяться Игорем Буренковым, который впоследствии стал директором общественных связей Первого канала.
Одной из первых широко известных в России, после распада СССР, кампаний социальной рекламы стала серия роликов «Позвоните родителям!». После этого, в 1995 году в эфир ОРТ была запущена серия роликов «Русский проект» (которую можно найти на YouTube). С конца 1992 по середину 1996 года в эфире программ производства ВИD'а (обычно по окончании) демонстрировались ролики фонда «ВИD-АнтиСПИД», объявившего международный конкурс социальной рекламы: так, например, в эфир вышли ролики из России, Франции и Польши. 
В конце 90-х, в связи с нарастанием и выходом из тени большого количества социальных проблем, в эфире федеральных (а иногда и региональных) каналов обильно появляются ролики, поднимающие вопросы наркомании, распространения ЗППП, пожарной безопасности (с 1999 года, после пожара в самарском ГУВД), видео- и аудиопиратства, неуплаты налогов (знаменитый лозунг «заплати налоги и спи спокойно» происходит из серии роликов соцрекламы, показанных в 1997 году), бездомности, сиротства, мошенничества и т.д. Пик количества социальной рекламы в эфире пришелся на 1998-2000 годы. К середине 2000-х она практически исчезла из эфира федеральных каналов, за исключением отдельных серий (серия роликов против вредных привычек «Не дай себя уничтожить» в 2009 году, ролик «Не уходи с чужими» о личной безопасности детей в 2008 году).
Существует "спорная социальная реклама", эксплуатирующая неприятные или запрещённые темы — примером может являться запрещённая в России реклама Мельбурнских железных дорог Dumb Ways to Die.

## Регулирование и координация
Координация социальной рекламы в разных странах организована по-разному.
В некоторых странах эти функции сосредоточены в руках правительства, в других — этим занимаются общественные организации, в третьих — практически не координируется.

### США
В США главным координатором рынка социальной рекламы выступает Рекламный совет — неправительственная организация, созданная в 1942 году. Первой задачей Совета была мобилизация нации на достижение победы во Второй мировой войне.
В послевоенные годы этот орган занялся планированием работы по социальной рекламе. Вначале Рекламный совет достаточно консервативно выбирал темы для рекламных кампаний, и они не вызывали особых споров и разногласий в обществе. Его кампании призывали:
- Писать письма солдатам, которые воевали в Корее;
- Пристёгивать автомобильные ремни безопасности;
- Спасать лес от пожаров.

Но со временем Совет изменил свою политику. Для кампаний стали выбирать горячие и острые темы. Например, Рекламный совет США первым заострил внимание обывателя на проблемах неграмотности, насилия над детьми, СПИДа.
Государство также активно занимается социальной рекламой. По одной только проблеме борьбы с наркоманией за период с 1993-го по 2000 год администрация Клинтона потратила на социальную рекламу 1,8 млрд долларов.

### Великобритания
Социальная реклама в Великобритании законодательно не регулируется. Реклама заказывается правительством и финансируется из бюджета, остальное решается в рамках саморегулирования рекламной индустрии. Власти не пытаются заставить СМИ размещать социальную рекламу правительства бесплатно и она оплачивается наряду с обычными коммерческими заказами. Корпорация BBC имеет специально оговоренный пункт в своём уставе о размещении социальной рекламы.
В Великобритании функции координации социальной рекламы правительства выполняет «Центральный офис информации при правительстве», который существует с 1946 года. Был создан на базе Министерства пропаганды, существовавшего в годы Второй мировой войны. Штат 450 человек. Он собирает заказы от всех правительственных органов и распределяет их между различными рекламными агентствами. Является единым заказчиком перед СМИ. Общий годовой бюджет составляет 300 млн евро, затраты на рекламу — 195 млн евро в год. Офис не занимается политической рекламой и избирательными кампаниями.

### Россия
В России в статье 3 Федерального Закона «О рекламе» от 13.03.2006 N 38-ФЗ сказано, что социальная реклама — это

«информация…, направленная на достижение благотворительных и иных общественно полезных целей, а также обеспечение интересов государства»

В 2011 году были приняты два закона, которые улучшают законодательные правила создания и размещения социальной рекламы и приводят их в соответствие со сложившейся в этой сфере правоприменительной практикой. В частности, организации, которые безвозмездно производят или распространяют социальную рекламу, больше не должны уплачивать с неё НДС, а у НКО — заказчика социальной рекламы, больше не возникает внереализационный доход — а значит, исчезает обязанность уплачивать налог на прибыль.
В 1993 году был образован негосударственный Рекламный совет, в состав которого вошли как производители, так и распространители рекламы. Одной из основных целей совета являлось создание единых рекламных продуктов по социальной проблематике. Члены совета разрабатывали, в частности, макеты социальных кампаний для печатных СМИ, видео- и аудиоролики.
В связи с увеличением количества региональных НКО, работающих с социальной рекламой, в 2008 году в Москве была создана Коалиция НКО по содействию развитию социальной рекламы и благотворительности в России.
В 2011 году в Москве при АКАР (Ассоциации Коммуникационных Агентств России) была создана Комиссия по социальной рекламе.

### Республика Беларусь
Социальная реклама определена в белорусском «Законе о рекламе» как:

реклама прав, охраняемых законом интересов или обязанностей организаций или граждан, здорового образа жизни, мер по охране здоровья, безопасности населения, социальной защите, профилактике правонарушений, охране окружающей среды, рациональному использованию природных ресурсов, развитию белорусской культуры и искусства, международного культурного сотрудничества, государственных программ в сферах здравоохранения, образования, культуры и спорта либо иных явлений (мероприятий) социального характера, которая направлена на защиту или удовлетворение общественных или государственных интересов, не носит коммерческого характера и рекламодателями которой являются государственные органы;

Таким образом, социальная реклама в Белоруссии законодательно сосредоточена исключительно в руках государства. Согласно статье 24 того же закона распространители рекламы обязаны выделять 5 % от объёма размещения на социальную рекламу на безвозмездной основе, причём «предложенные рекламодателем социальной рекламы условия, касающиеся времени и способа её размещения (распространения), являются обязательными для рекламораспространителя, если рекламодатель обращается к нему не позднее чем за месяц до предполагаемого срока её размещения (распространения)».

## Тенденции
Бурный рост социальной рекламы произошёл в 80–90-е годы XX века. По оценкам Рекламного Совета США общий объём телевизионного эфира, выделяемого Совету бесплатно, в 2000 году составил примерно 316 млн долларов, а общий объём времени, выделяемого на PSA, составляет примерно 6 % от всего рекламного рынка.
В том же году Национальная ассоциация дикторов США посчитала, что местные СМИ выделили на социальную рекламу 5,6 млрд долларов, из которых 1,8 млрд ушли на телевидение.

## Фестивали и конкурсы
IAA Responsibility Awards — международный фестиваль социальной рекламы. Организован Международной Рекламной Ассоциацией (англ. International Advertising Association) в 2008 году и проводится ежегодно.
Важным событием в развитии социальной рекламы в России стал ежегодный Национальный конкурс социальной рекламы «Новое пространство России», учреждённый в 2006 году МОО «Национальным советом социальной информации». Целью конкурса организаторы называют воспитание нравственности, позитивного и созидательного образа мышления в детской, молодёжной и профессиональной аудитории.
Также регулярно проходят специализированные мероприятия, посвящённые социальной рекламе. Например в разное время в России были организованы и проводились такие фестивали социальной рекламы как Международный молодёжный фестиваль социальной рекламы ART.START, Российский студенческий фестиваль социальной рекламы, в 2009 году открылся Казанский фестиваль социальной рекламы, Владимирский фестиваль социальной рекламы и т. д. Девять лет проводится «Московский фестиваль социальной рекламы» С 2009 года в Екатеринбурге проходит Российский фестиваль студенческой социальной рекламы GLASS.
На Украине с 2000 года ежегодно проводится конкурс социальной рекламы «Новые имена в рекламе». В 2007 году на Украине была создана «Биржа социальной рекламы». БСР — проект Всеукраинской рекламной коалиции (ВРК)..